# Richmond (Victoria)
Richmond ist ein Stadtteil von Melbourne, Victoria, Australien. Er befindet sich etwa 3 km südöstlich des Stadtzentrums und liegt im  Verwaltungsgebiet (LGA) City of Yarra. Bei der letzten Volkszählung im Jahr 2011 betrug die Einwohnerzahl 23.814.
Der facettenreiche Stadtteil wurde in den frühen 1990er Jahren gentrifiziert mit dem Ergebnis, dass er heute aus einer bunten Mischung von verschiedenen Gebäudetypen besteht, neben teuer umgebaute Residenzen in ehemaligen Lagerhäusern finden sich Sozialwohnungen, dazwischen Hochhäuser und viktorianische Reihenhäuser. Innerhalb der Stadt existiert ein lebhafter Einzelhandelssektor, wobei allerdings die industrielle und handwerkliche Basis schrumpft. Bekannt ist Richmond für das quirlige und beliebte Little Saigon entlang der Victoria Street. Lange Zeit hatte hier auch das Nine Network, eine der größten australischen Rundfunkgesellschaften, seine Studios, bis allerdings 2011 in die Docklands umgezogen wurden. Geschichtliche Bedeutung erlangte dieser Teil Melbournes durch die Textilindustrie, heute erinnern daran nur noch die zahlreichen Factory Outlets entlang der Bridge Road. 
Der Name Richmond leitet sich von Richmond Hill ab, einem Hügel in London, dessen Ausblick auf die Themse an den Ausblick von Richmond auf den Yarra River erinnert. Das Gebiet entlang des Flusses wurden allerdings später Cremorne genannt.

## Historische Gebäude

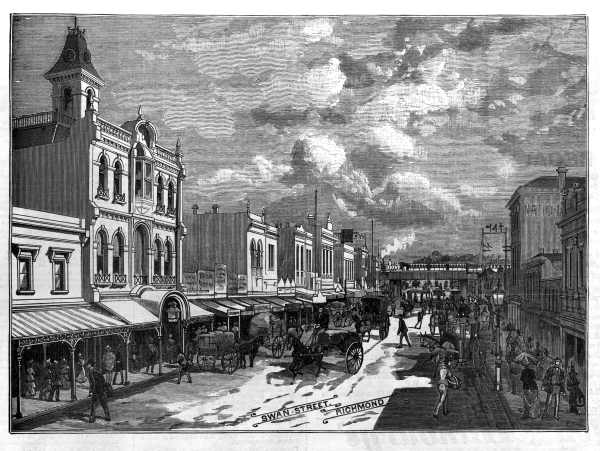
Swan Street um 1889
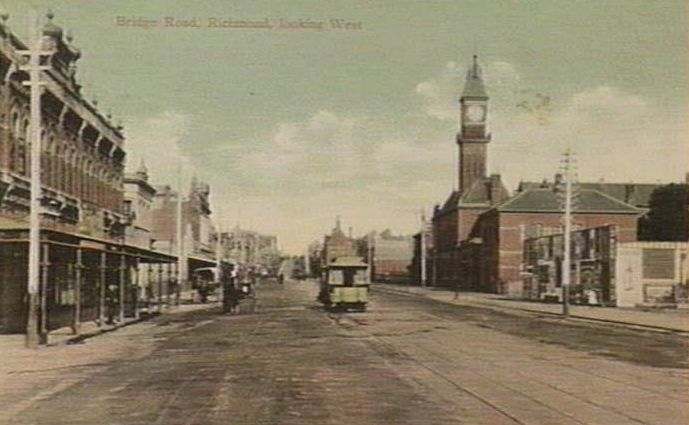
Bridge Road im Jahr 1908 mit Blick zum Zentrum Melbourne

In diesem Stadtteil stehen noch heute zahlreiche Gebäude, die im 19. Jahrhundert gebaut wurden, wie zum Beispiel das 1891 errichtete Loyal Studley Hotel und die Richmond Power Station. Im Burnley Theatre, 1928 erbaut, befindet sich heute ein Haushaltswarengeschäft, allerdings sind Teile der ursprünglichen Inneneinrichtung erhalten geblieben, einschließlich des Foyers und der Bühne. Das Rathaus von Richmond, ein weiteres sehenswertes Gebäude, wurde in den 1880er Jahren erbaut und in den 1930er Jahren renoviert. Es ist heute der Verwaltungssitz der LGA City of Yarra.
Mit zu den ältesten Gebäuden Melbournes zählen die im rustikalen neugotischen Stil erbauten Reihenhäuser in der James Street 13 und 15. Sie wurde im Jahr 1857 für Eneas Mackenzie, einem Beamten, gebaut und gehören heute zum National Trust of Australia.

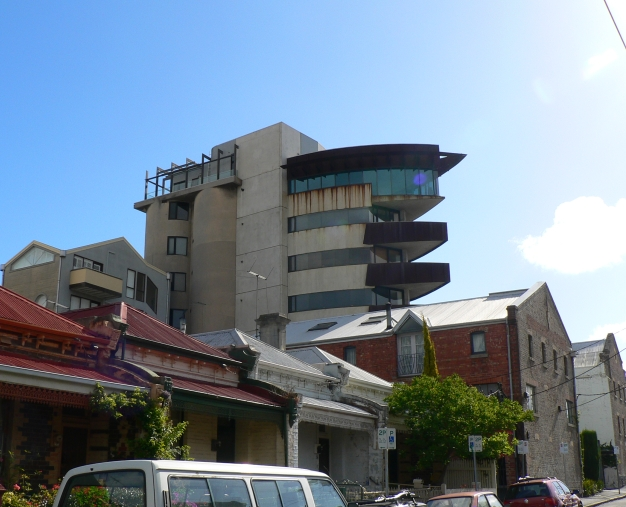
The Malthouse

Zu den herausragenden zeitgenössischen Bauwerken zählt The Malthouse, frühere Industriesilos wurden von dem Architekten Nonda Katsalidis in moderne Appartements umgebaut.

## Persönlichkeiten
- Nellie Melba (1861–1931), Opernsängerin (Sopran)
- Alice Marian Ellen Bale (1875–1955), Malerin
- William Murray (1882–1977), Leichtathlet
- Florence Austral (1892–1968), Sängerin (Sopran)
- Robert Broadbent (1904–1986), Radrennfahrer